# 拉普懷 (愛達荷州)
拉普懷（英語：Lapwai）是一個位於美國愛達荷州內茲珀斯縣的城市。

## 地理
拉普懷的座標為46°24′16″N 116°48′16″W / 46.40444°N 116.80444°W，而該地的平均海拔高度為291米（即955英尺）。

## 人口
根據2020年美國人口普查的數據，拉普懷的面積為1.99平方千米，當中陸地面積為1.96平方千米，而水域面積為0.03平方千米。當地共有人口1169人，而人口密度為每平方千米587.44人。